# Toleria
Toleria é um gênero de traça pertencente à família Brachodidae.